# Лезум
Лезум (нем. Lesum) — река в Германии, протекает по территории города Бремена. Правый приток Везера.
Длина реки составляет 10 километров, площадь водосборного бассейна — 2190 км².
Образуется при слиянии рек Хамме и Вюмме вблизи железнодорожной станции Риттерхуде. Течёт в западном направлении мимо Остерхаген-Ильполя. Впадает в Везер напротив Лемвердера. Река пересекается тремя мостами. Вблизи устья по правому берегу в реку впадает ручей Шонебекер-Ауэ.
Долина реки периодически подтапливается при повышении уровня воды из-за приливов в устье Везера.